# Нараїв (Дубенський район)
Нараї́в — село в Україні, у Мирогощанській сільській громаді Дубенського району Рівненської області. Населення становить 305 осіб.

## Географія
Селом протікає річка Борисівка.

## Історія
Уперше згадується 1545 року в описі Луцького замку. У 1906 році село Варковицької волості Дубенського повіту Волинської губернії. Відстань від повітового міста 20 верст, від волості 9. Дворів 58, мешканців 354.
7 (20) листопада 1917 року, відповідно до Третього Універсалу Української Центральної Ради, увійшло до складу Української Народної Республіки.
З 2016 року входить до складу Мирогощанської сільської громади.
12 червня 2020 року, відповідно до розпорядження Кабінету Міністрів України № 722-р від «Про визначення адміністративних центрів та затвердження територій територіальних громад Рівненської області», увійшло до складу Мирогощанської сільської громади.
19 липня 2020 року, в результаті адміністративно-територіальної реформи та ліквідації  Дубенського (1939—2020) району, село увійшло до складу новоутвореного Дубенського району.

## Населення

### Мова
Розподіл населення за рідною мовою за даними перепису 2001 року:
| Мова       | Кількість | Відсоток |
| ---------- | --------- | -------- |
| українська | 305       | 100%     |

## Пам'ятки
- Нараїв — заповідне урочище (лісове) в Україні.
- Церква Св. Параскеви – Сербської [1]